# 布里奇波特 (新澤西州)
布里奇波特（英語：Bridgeport）是位於美國新澤西州格洛斯特縣的普查規定居民點。

## 人口
根據2020年美國人口普查的數據，布里奇波特的面積為0.52平方千米，皆為陸地。當地共有人口389人，而人口密度為每平方千米748.08人。